# Blaze of Glory (album de Joe Jackson)
Pour les articles homonymes, voir Blaze of Glory (homonymie).
Albums de Joe Jackson
Tucker
(1988) Stepping Out: The Very Best of Joe Jackson
(1990)
Singles
1. Nineteen Forever
Sortie : 1989

Blaze of Glory est le neuvième album studio de Joe Jackson, sorti en avril 1989.
Joe Jackson a déclaré que cet opus était un bilan de sa génération : l'optimisme des années 1950 (Tomorrow's World), la guerre froide (Evil Empire), la nostalgie des rockeurs (Nineteen Forever), les yuppies (Discipline) ou encore la politique du terrorisme (Rant and Rave).
L'album est structuré en deux parties : la première parle de l'adolescence et d'optimisme, tandis que la seconde du vieillissement et de dépression. Il est à noter que les titres de la deuxième partie suivent les stades de la mort annoncée, définis par Elisabeth Kübler-Ross : Rant and Rave reflète la colère ; Nineteen Forever, le déni ; The Best I Can Do et Discipline, le marchandage ; Evil Empire, la dépression et enfin Human Touch, l'acceptation.
L'album s'est classé 36e au UK Albums Chart et 61e au Billboard 200.

## Liste des titres
Toutes les chansons sont écrites et composées par Joe Jackson.
| No  | Titre                          | Durée |
| --- | ------------------------------ | ----- |
| 1.  | Tomorrow's World               | 4:30  |
| 2.  | Me and You (Against the World) | 4:14  |
| 3.  | Down to London                 | 4:14  |
| 4.  | Sentimental Thing              | 6:09  |
| 5.  | Acropolis Now                  | 4:21  |
| 6.  | Blaze of Glory                 | 6:02  |
| 7.  | Rant and Rave                  | 4:45  |
| 8.  | Nineteen Forever               | 5:48  |
| 9.  | The Best I Can Do              | 3:10  |
| 10. | Evil Empire                    | 3:45  |
| 11. | Discipline                     | 4:32  |
| 12. | The Human Touch                | 5:11  |

## Personnel
- Joe Jackson : chant, orgue, piano, synthétiseurs
- Ed Roynesdal : synthétiseur, échantillonnage, séquenceur Kurzweil K250, vibraphone, orgue Hammond, violon
- Graham Maby : basse, chœurs
- Rick Ford : basse
- Tom Teeley : guitares, chœurs
- Vinnie Zummo : guitares, sitar électrique
- Gary Burke : batterie
- Sue Hadjopoulos : congas
- Joy Askew : chant
- Drew Barfield : chant
- Chris Hunter : saxophone alto
- Tony Aiello : saxophone ténor
- Steve Elson : saxophone baryton
- Michael Morreale : trompette
- Tony Barrero : trompette
- Charlie Gordon : trombone
- Glenn Dicterow :  violon
- Anthony Cox : basse acoustique
- Charles McCracken : violoncelle
- Gene Orloff : chef d'orchestre